# Museum Dingolfing

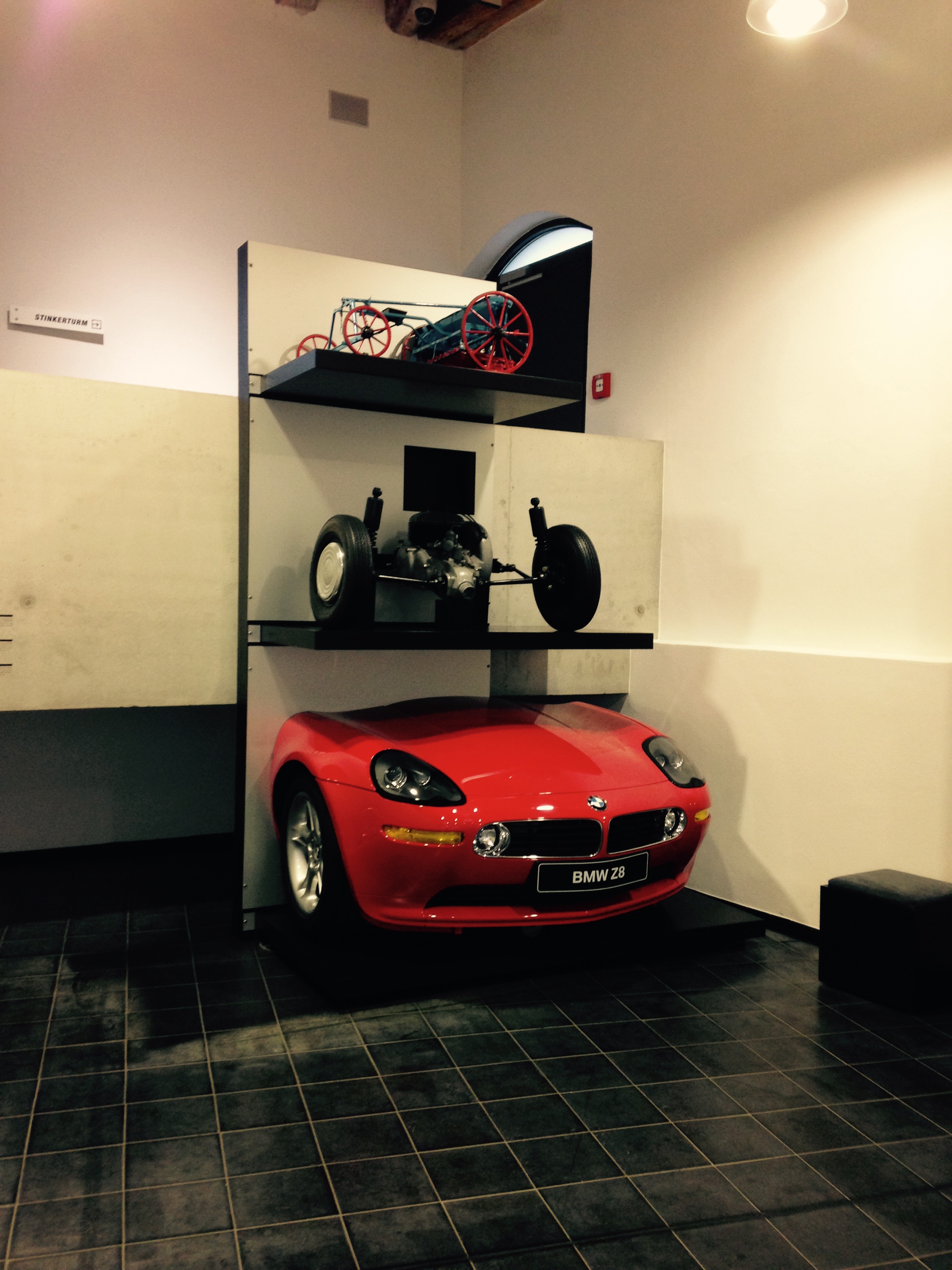
Sämaschine, Hinterachse eines Goggomobils, Front eines BMW Z8

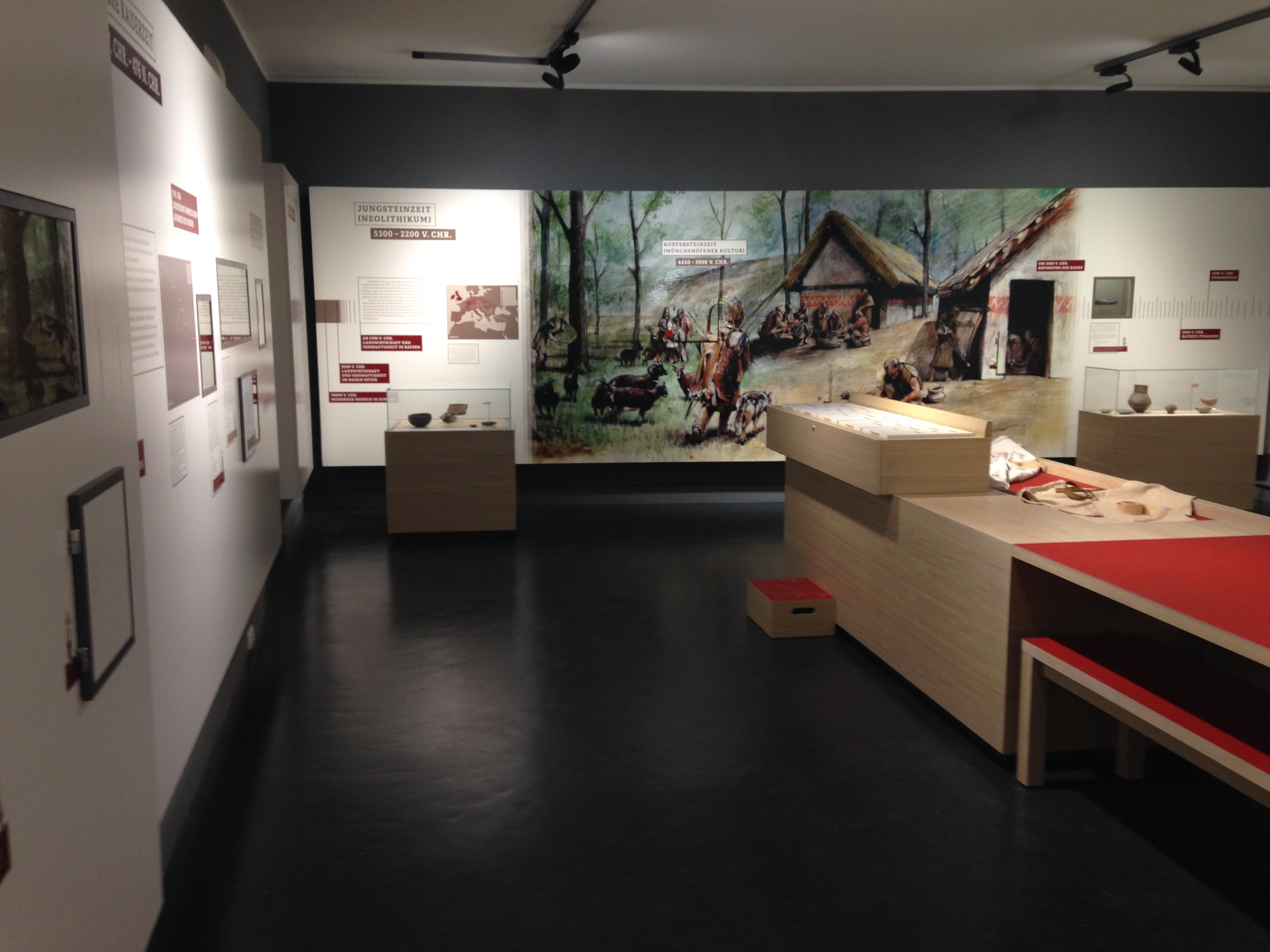
Blick in die Archäologieabteilung

Das Museum Dingolfing ist in der Herzogsburg Dingolfing untergebracht und zeigt Exponate aus Vorzeit, Industrie und aus der Geschichte der Stadt Dingolfing.

## Geschichte
Das Museum mit dem Untertitel Industriegeschichte, Archäologie, Stadtgeschichte wurde am 7. November 2008 eröffnet. Zur Industriegeschichte zählt insbesondere der ortsansässige frühere Fahrzeughersteller Hans Glas GmbH. Das Museum ist an sechs Tagen pro Woche geöffnet. Die Ausstellungsfläche beträgt etwa 2400 Quadratmeter.
2009 erhielt das Museum den Bayerischen Museumspreis.

## Ausstellungsgegenstände
Die Abteilung Archäologie reicht bis in die Jungsteinzeit zurück.
In der Abteilung Stadtgeschichte wird gezeigt, wie sich die Stadt Dingolfing entwickelt hat.
In Abteilung Industriegeschichte wird unter anderem die Geschichte der Hans Glas GmbH gezeigt. Dazu gehören Sämaschinen aus der Zeit vor und nach dem Zweiten Weltkrieg, Motorroller und Personenkraftwagen. Ausgestellt sind Goggomobil, Glas Isar, 1300 GT, 1304 und V8 sowie BMW 520 und 650. Ein Unikat in der Ausstellung ist ein Zweisitzer, der wie eine Miniatur des Austin Healey 3000 wirkt. Chefkonstrukteur Karl Dompert hatte ihn 1955 gewissermaßen zum Spaß für die Enkel von Hans Glas gebaut. Angetrieben wird der kleine Sportwagen von einem 300-cm³-Motor von Norbert Riedel.

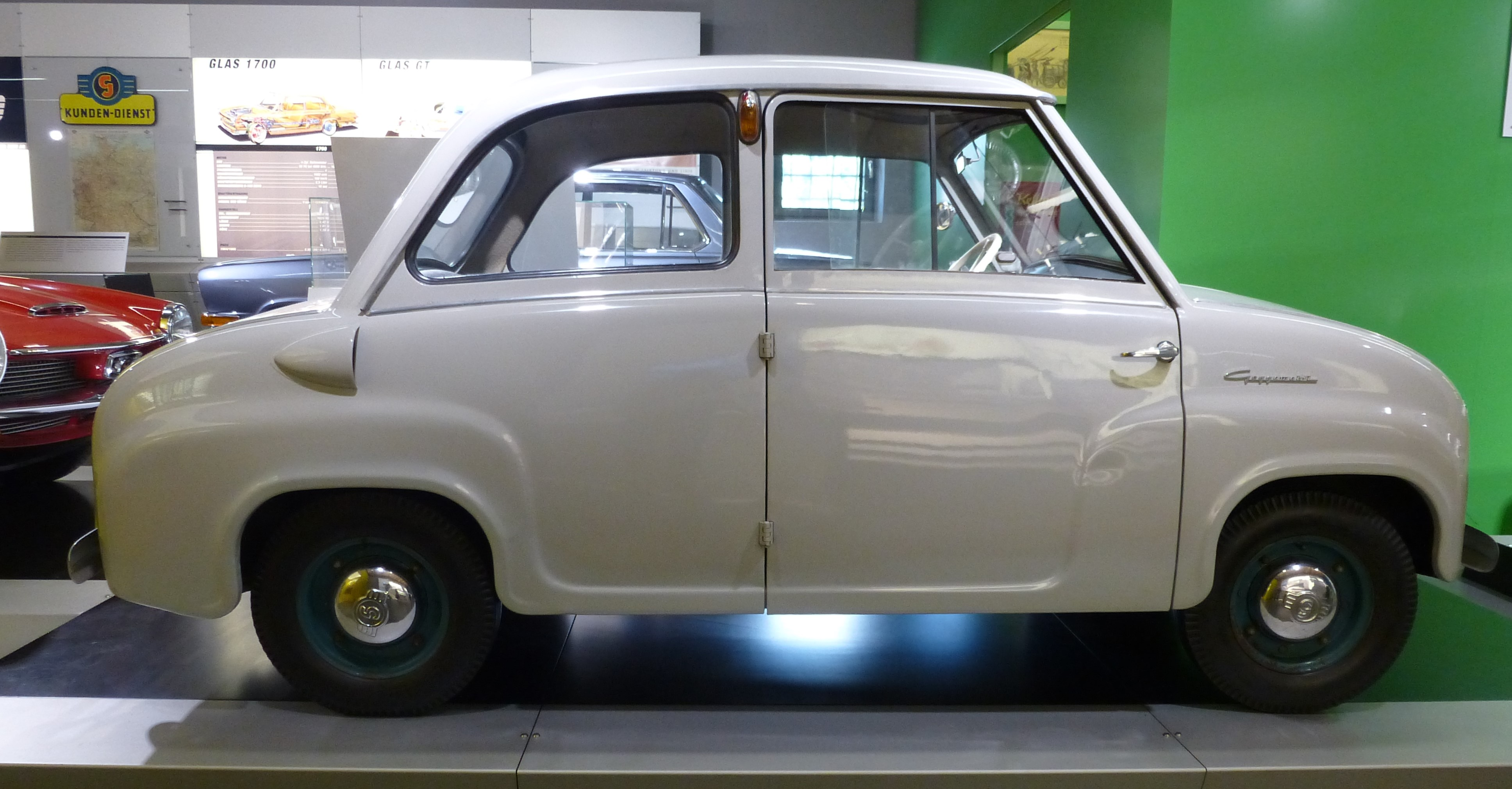
Goggomobil von 1956
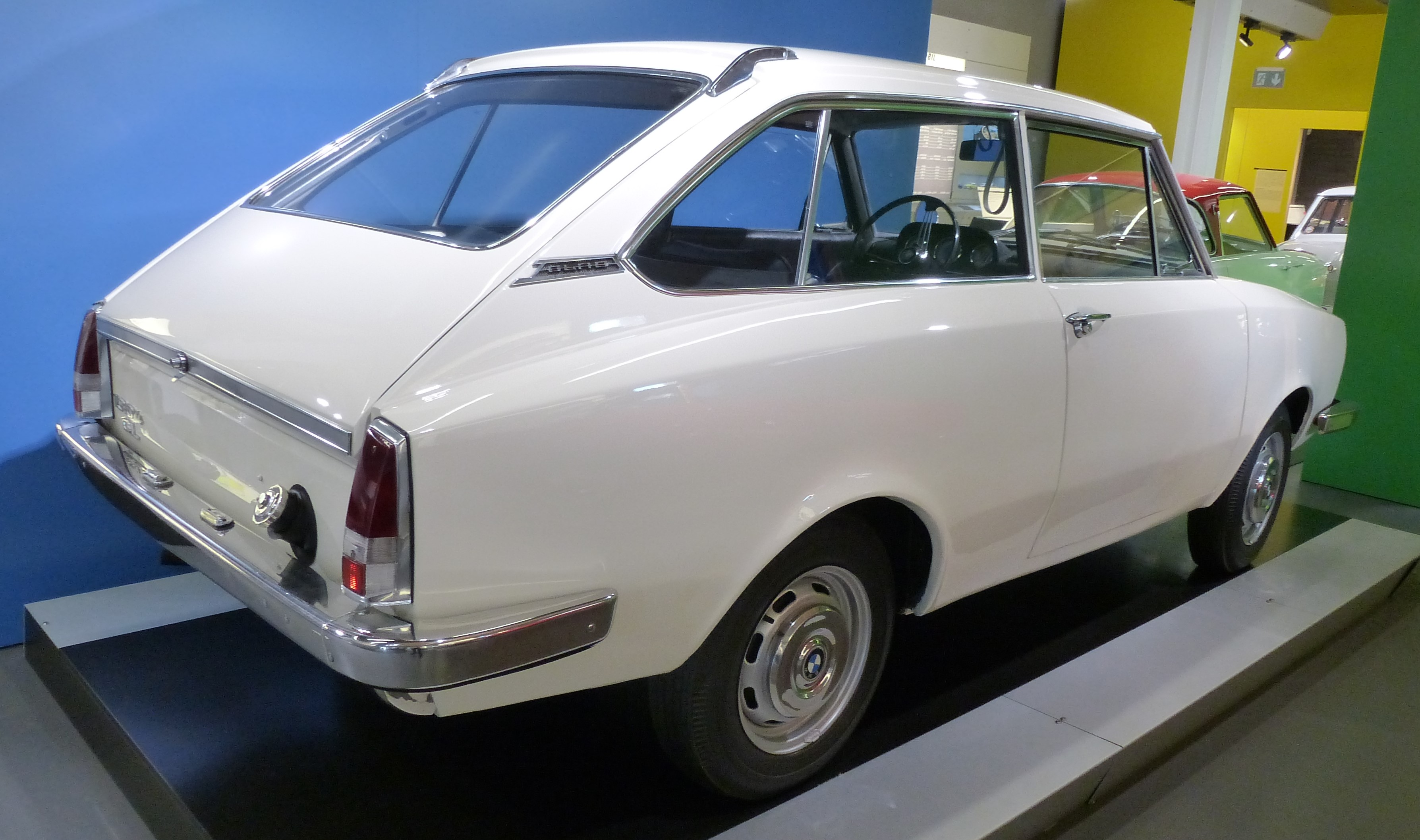
Glas 1304 CL von 1967
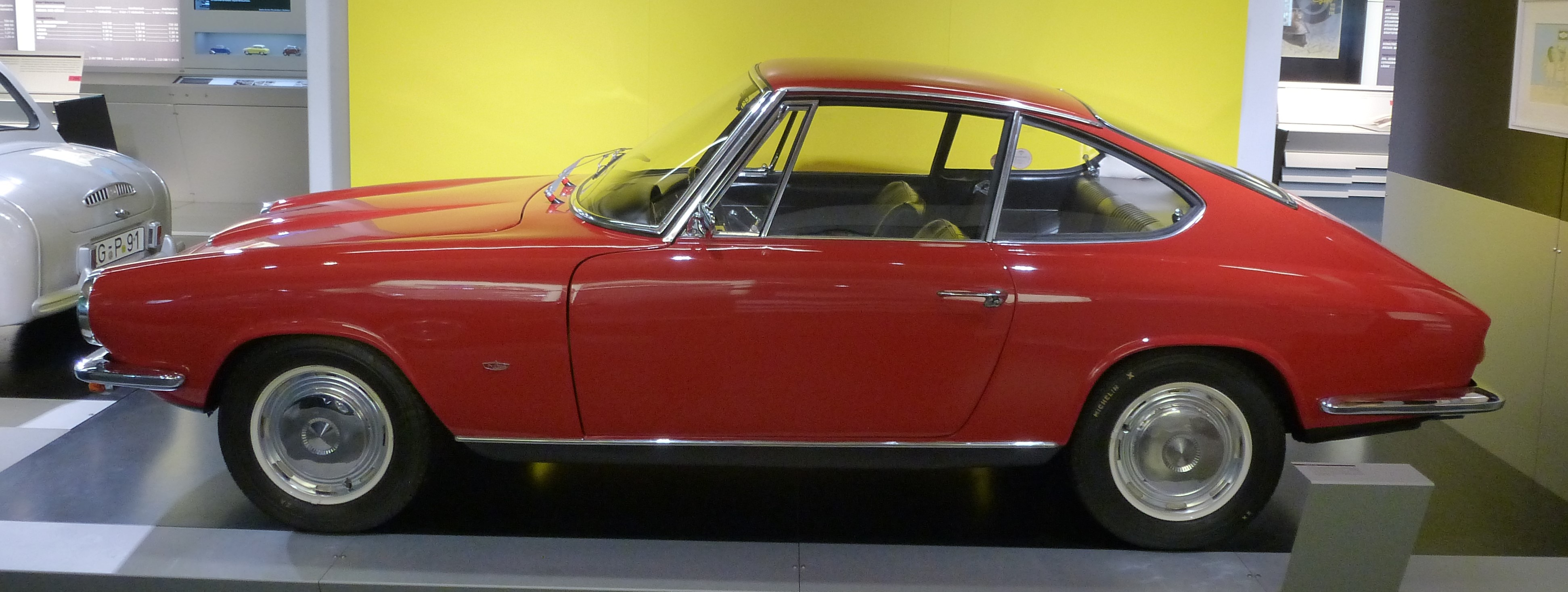
Glas 1300 GT von 1966